# Nephodia pseuderna
Nephodia pseuderna là một loài bướm đêm trong họ Geometridae.